# Torrecilla de la Torre
Torrecilla de la Torre község Spanyolországban, Valladolid tartományban.  Lakosainak száma 28 fő (2024).

## Népesség
A település népessége az utóbbi években az alábbiak szerint változott:
| Lakosok száma | 35   | 31   | 30   | 36   | 36   | 32   | 30   | 35   | 34   | 28   |
|               | 2001 | 2004 | 2007 | 2009 | 2012 | 2014 | 2017 | 2019 | 2022 | 2024 |